# Musée archéologique d'Eauze
Le musée archéologique d'Eauze, officiellement nommé musée archéologique Le Trésor d'Eauze, est un musée archéologique français situé à Eauze (Gers) qui conserve les vestiges archéologique de l'antique cité gallo-romaine d'Elusa, dont le trésor d'Eauze. Les collections sont présentées au public sur trois niveaux.

## Histoire
Un projet de musée était en germe depuis les années 1880, époque de la construction de la gare d'Eauze, au cours de laquelle avaient été trouvés et laborieusement conservés par quelques Élusates cultivés de nombreux objets, vestiges de la cité d'Elusa. Cependant les plus remarquables furent peu à peu confiés à des musées extérieurs (Saint-Germain-en-Laye, Toulouse oi Auch par exemple).
La découverte du trésor d'Eauze, le 18 octobre 1985, accéléra la concrétisation de ce rêve centenaire. En 1987, la municipalité qui depuis une dizaine d'années déjà se préoccupait de récupérer et rassembler les objets éparpillés, acheta deux maisons mitoyennes occupées auparavant par le Crédit Agricole pour y aménager le musée archéologique qui fut inauguré le 1er mars 1995.
Le musée fait partie depuis 2008 du pôle archéologique Elusa Capitale Antique.

## Collections
Le musée possède une grande numismathèque où l'on peut admirer une grande quantité de pièces d'époque gallo-romaine, essentiellement du IIIe siècle de notre ère. Ce trésor d'Eauze, présenté au sous-sol dans la salle des coffres d'une ancienne banque, contient plus de 28 000 pièces, avec précisément 4 706 deniers d'argent et 23 297 antoniniens en argent ou en billon ainsi que 45 monnaies de bronze et 6 en or. Le trésor comprend également une cinquantaine de bijoux et d'objets précieux (bagues, colliers, bracelets, pendants d'oreilles, deux couteaux à manche d'ivoire sculpté, etc.).
Le musée archéologique d'Eauze présente également une large collection d'outils lithiques (bifaces, silex taillés, haches polies etc.) datés du Paléolithique inférieur au Néolithique illustrant l'occupation humaine de la région depuis au moins 600000 ans.
Il abrite aussi de nombreux éléments d'époque romaine : des sarcophages, pierres tombales gravées, stèles, mosaïques, chapiteaux, fragments de fresques ou encore poteries, tous découverts dans les environs.
Le 2e étage est consacré aux expositions temporaires organisées parfois en collaboration avec d'autres musées ou institutions. 
Le musée a également pour vocation d'accueillir les nouvelles découvertes archéologiques locales.

## Fréquentation
| Année | Entrées gratuites | Entrées payantes | Total  |
| ----- | ----------------- | ---------------- | ------ |
| 2001  | 1 334             | 6 257            | 7 591  |
| 2002  | 1 217             | 6 351            | 7 568  |
| 2003  | 1 283             | 4 791            | 6 074  |
| 2004  | 993               | 5 421            | 6 414  |
| 2005  | 2 172             | 4 609            | 6 781  |
| 2006  | 2 530             | 3 644            | 6 174  |
| 2007  | 1 162             | 4 813            | 5 975  |
| 2008  | 2 569             | 3 567            | 6 136  |
| 2009  | 2 316             | 3 193            | 5 509  |
| 2010  | 1 749             | 3 840            | 5 589  |
| 2011  | 1 849             | 5 119            | 6 968  |
| 2012  | 1 953             | 4 513            | 6 466  |
| 2013  | 1 863             | 4 319            | 6 182  |
| 2014  | 2 112             | 7 138            | 9 250  |
| 2015  | 2 212             | 7 358            | 9 570  |
| 2016  | 2 051             | 8 143            | 10 194 |
| 2017  | 1 879             | 5 904            | 7 783  |
| 2018  | 2 437             | 6 823            | 9 260  |
| 2019  | 2 324             | 7 412            | 9 736  |
| 2020  | 1 505             | 4 129            | 5 634  |
| 2021  | 4 596             | 1 628            | 6 224  |